# 白旗城 (下野国)
白旗城（しらはたじょう）は、栃木県大田原市にあった日本の城。市の史跡に指定されている。

## 概要
那珂川の支流、湯坂川沿いの南北に連なる白旗丘陵の南部に築かれた山城。本城（本丸）や北城（二の丸）などの６つの曲輪が土塁や空堀によって区画されている。麓には東山道が通過しており、交通の要衝であった。
白旗の地名は、源頼義が奥州の安倍頼時討伐の際、この地に白旗を翻して戦揃えをしたことに由来すると云われている。

## 歴史
応永年間（1394年～1428年）に大関増清によって築かれた。その後、大関増雄の時に八幡館、大関宗増の時に大関城へと居城が移されたが、宗増の子大関増次は白旗城を改修し再び大関氏の居城とした。その後、天正4年（1576年）に大関高増が黒羽城を築城し、そちらへ居を移した。